# Navas de Jorquera
Navas de Jorquera é um município da Espanha na província de Albacete, comunidade autónoma de Castilla-La Mancha, de área 42,11 km² com população de 522 habitantes (2004) e densidade populacional de 12,39 hab/km².

## Demografia
| Variação demográfica do município entre 1991 e 2004 | Variação demográfica do município entre 1991 e 2004 | Variação demográfica do município entre 1991 e 2004 | Variação demográfica do município entre 1991 e 2004 |
| --------------------------------------------------- | --------------------------------------------------- | --------------------------------------------------- | --------------------------------------------------- |
| 1991                                                | 1996                                                | 2001                                                | 2004                                                |
| 601                                                 | 540                                                 | 533                                                 | 524                                                 |